# Stickney (Lincolnshire)
Stickney è un villaggio e parrocchia civile dell'Inghilterra, appartenente alla contea del Lincolnshire.